# Кинопродюсер
Продю́сер (англ. producer от produce — производить) в кинематографе — доверенное лицо кинокомпании, осуществляющее идейно-художественный и организационно-финансовый контроль над постановкой фильма. Он также принимает активное участие в подборе актёров, технического персонала. Функции продюсера могут выполнять также режиссёры, актёры, сценаристы.
Основная задача продюсера — обеспечить съёмочной группе условия для съёмок фильма, создать ей условия для успешной реализации творческой задачи (сверхзадачи).

## Разновидности
- Собственно продюсер (англ. film producer) — создаёт условия для производства фильма. Инициирует, координирует и управляет вопросами увеличения бюджета, найма ключевого персонала и соглашений с дистрибьюторами. Продюсер участвует во всех стадиях создания фильма, от начала разработки до начала проката.
- Исполнительный продюсер (англ. executive producer) — в крупных проектах это обычно представитель или один из руководителей студии, хотя звание могут присвоить и просто крупному инвестору. Наблюдает за финансовыми, административными и творческими аспектами производства, но не участвует в технических. В небольших компаниях или независимых проектах роль исполнительного продюсера может выполнять автор/сценарист или даже инвестор, заинтересовавшийся проектом фильма и, по договорённости с его автором, пожертвовавший некоторую значительную сумму денег на создание, зачастую не имея при этом практически никакого дальнейшего влияния на процесс производства.
- Сопродюсер (англ. co-producer) — продюсер, который отчитывается перед исполнительным продюсером и обеспечивает финансирование фильма. Вовлечён в ежедневное производство в большей мере, чем просто продюсер.
- Ассоциированный продюсер (англ. associate producer) — обычно исполняет роль представителя продюсера, который может отвечать за часть его финансовых, творческих или административных функций. Звание зачастую присваивается опытному в делах кинопроизводства человеку, который выступает как консультант, или тому, кто внёс крупный финансовый или творческий вклад в проект.
- Ассистирующий продюсер (англ. assistant producer) — обычно работает под управлением ассоциированного продюсера.
- Линейный продюсер (англ. line producer) — следит за бюджетом фильма и ежедневным производством.
- Административный продюсер[уточнить] — докладывает совету директоров и нанимает внештатных работников для различных стадий производства.

## История
Система продюсеров зародилась в конце 1910-х годов в Голливуде и стала естественным шагом к введению персональной ответственности за комплекс творческих, организационных и финансовых вопросов, без решения которых невозможны производство и прокат игрового кинофильма. Облик довоенного американского кино продюсеры определяли в гораздо большей степени, чем режиссёры. Хрестоматийным примером продюсера в классическом Голливуде был Ирвинг Тальберг; сразу после его смерти Американская киноакадемия учредила награду его имени, которая вручается лучшим кинопродюсерам.

## Особенности профессии
Неизбежной издержкой деятельности продюсеров стали их претензии на диктат в творческих и кадровых вопросах (хрестоматийный пример — деятельность Д. Селзника на проекте «Унесённые ветром», где в процессе создания одного фильма сменилось четыре режиссёра). Вместе с тем известно немало случаев, когда продюсер не просто способствует реализации режиссёрского замысла, но и выводит в жизнь целую плеяду молодых талантливых режиссёров.